# Zinsanpassungsgesetz
Das sogenannte Zinsanpassungsgesetz, genau „Gesetz über die Anpassung von Kreditverträgen an Marktbedingungen sowie über Ausgleichsleistungen an Kreditnehmer“ (KredAAG), welches am 1. Juli 1991 in Kraft trat, war dazu bestimmt, Kreditverträge der DDR die bis zum 30. Juni 1990 gewährt worden waren – und die oftmals als zinsfrei bzw. stark zinsvergünstigte Darlehen – gewährt waren, an die „vorherrschenden Marktbedingungen“ anzupassen.
Das Gesetz räumte allen DDR-Kreditnehmern ein außerordentliches Kündigungsrecht ein. Die Kreditinstitute, die aus den Instituten der DDR hervorgegangen waren, bzw. von anderen Kreditinstituten übernommen wurden, waren verpflichtet, die alten Kreditverträge zu übernehmen – und mussten dieses, einschließlich der Anpassung an den marktüblichen Zins, den Kreditnehmern bis zum 30. September 1991 anzeigen. Wobei eine Anpassung an den Marktzins bereits mit Wirkung zum 3. Oktober 1990 vorgenommen werden konnte. Den Kreditnehmern war zugleich ein außerordentliches Kündigungsrecht – welches innerhalb von sechs Monaten wahrgenommen werden musste – zugestanden worden.
Um unnötige Härten zu vermeiden, konnten die Darlehensnehmer einen Zinszuschuss des Bundes beantragen. Dieser Zinszuschuss war sowohl der Höhe nach als auch zeitlich gestaffelt und wurde nach verschiedenen Kriterien vergeben. So bekamen – auf Antrag – Kreditnehmer die einen zinsfreien Altkredit hatten vom 3. Oktober 1990 bis zum 30. Juni 1991 Zinszuschüsse von 8 Prozent und vom 1. Juli 1991 bis zum 31. Dezember 1992 von 4,5 Prozent. Für Altkredite die mit bis zu 1 Prozent zu verzinsen waren, bekamen die Kreditnehmer Zinszuschüsse in der Zeit vom 3. Oktober 1990 bis zum 30. Juni 1991 auf 6 Prozent und vom 1. Juli 1991 bis zum 31. Dezember 1992 auf 2,5 Prozent. Eine Sonderregelung bestand des Weiteren für „junge Eheleute“ – hier wurden auf Antrag  die Zinsen für die Zeit vom 3. Oktober 1990 bis zum 31. Dezember 1992 in Höhe des Marktzinses übernommen.
Des Weiteren gab es analoge Zinsvergünstigungsprogramme für verschiedene Kreditbereiche, die von der Systematik her alle identisch sind und sich nur in der Zinszuschusshöhe unterscheiden.
Da zahlreiche Banken und Sparkassen in den Turbulenzen der Wendezeit es vergessen hatten, ihre Kreditnehmer auf dieses Gesetz hinzuweisen, ist für Tausende von Kreditnehmern ein Rückzahlungsanspruch entstanden, da der BGH in seinem Urteil XI ZR 48/99 und mehrere Landgerichte in verschiedenen Urteilen in derartigen Fällen, eine ungesetzliche Bereicherung der Kreditinstitute sehen, was rückwirkend zu einer gesetzlichen Verzinsung der Darlehen führt. Die gesetzliche Verzinsung beträgt 4,00 %.

## Original-Gesetzestext
KredAAG § 1
1. Kreditinstitute können den Zinssatz für Kredite, die in der Deutschen Demokratischen Republik bis zum 30. Juni 1990 gewährt worden sind, durch einseitige Erklärung gegenüber dem Kreditnehmer mit Wirkung zum 3. Oktober 1990 an die zu diesem Zeitpunkt bestehenden Marktzinssätze anpassen, soweit die Anpassung nicht bereits aufgrund von Rechtsvorschriften der Deutschen Demokratischen Republik zulässig war oder ist. Die Erklärung nach Satz 1 muß dem Kreditnehmer bis zum 30. September 1991 zugegangen sein. Die Bestimmung der Leistung ist nach billigem Ermessen zu treffen. Der Kreditnehmer kann den Kreditvertrag innerhalb von sechs Monaten von dem Zugang der Erklärung an kündigen.
2. Kreditinstitute können gleichzeitig mit der Erklärung nach Absatz 1 Satz 1 durch einseitige Erklärung gegenüber dem Kreditnehmer bestimmen, daß bei Krediten, die aufgrund von Rechtsvorschriften der Deutschen Demokratischen Republik bis zum 30. Juni 1990 gewährt worden sind, die Zins- und Tilgungsmodalitäten zum 1. Juli 1991 an die dann bestehenden marktüblichen Modalitäten angepasst werden. Der Kreditnehmer hat innerhalb von zwei Monaten von dem Zugang der Erklärung nach Absatz 1 Satz 1 an das Recht, von dem Kreditinstitut die Neufassung der Zins- und Tilgungsmodalitäten im Rahmen der von dem Kreditinstitut üblicherweise für den Neuabschluß von Kreditverträgen angebotenen Bedingungen zu verlangen. Der Kreditnehmer kann den Kreditvertrag kündigen innerhalb von sechs Monaten – nach dem Zugang der Erklärung nach Satz 1 oder, – wenn das Kreditinstitut der vom Kreditnehmer nach Satz 2 verlangten Vertragsanpassung nicht innerhalb eines Monats zustimmt.
3. Das Kreditinstitut und der Kreditnehmer können Abweichendes vereinbaren.
4. Absatz 1 und 2 sind nicht anzuwenden auf Kredite zu vergünstigten Bedingungen an junge Eheleute nach der Verordnung der Deutschen Demokratischen Republik vom 24. April 1986 (GBl. I Nr. 15 S. 244) in ihrer jeweils geltenden Fassung.

KredAAG § 2
1. Für die in § 1 Abs. 4 genannten Kredite übernimmt der Bund gegenüber den Kreditinstituten die Marktzinsen. § 1 Abs. 1 Satz 3 gilt entsprechend.

KredAAG § 3
1. Soweit in dem in Artikel 3 des Einigungsvertrages bezeichneten Gebiet aufgrund von Rechtsvorschriften Kredite zur Schaffung und Erhaltung oder Verbesserung von privatem Wohnraum gewährt wurden, erhalten die Kreditnehmer für diese Kredite auf Antrag befristete Zinszuschüsse, sofern ihnen die Erklärung nach § 1 Abs. 1 Satz 1 zugegangen ist. Zinszuschüsse berechnen sich auf Jahresbasis nach dem Darlehensbetrag, der der Zinsberechnung der Kreditinstitute zugrunde liegt.
2. Kredite nach Absatz 1 Satz 1 sind insbesondere solche, die nach der Verordnung über die Finanzierung von Baumaßnahmen zur Schaffung und Erhaltung von privatem Wohnraum vom 28. April 1960 (GBl. I Nr. 34 S. 351) in ihrer jeweils geltenden Fassung oder den in § 20 dieser Verordnung genannten Rechtsvorschriften gewährt wurden.

KredAAG § 4
1. Soweit für die in § 3 bezeichneten Kredite am 30. Juni 1990 aufgrund von Rechtsvorschrift oder vertraglicher Vereinbarung keine Zinsen zu zahlen waren, belaufen sich die Zinszuschüsse vom 3. Oktober 1990 bis zum 30. Juni 1991 auf 8 Prozent und vom 1. Juli 1991 bis zum 31. Dezember 1992 auf 4,5 Prozent.
2. Soweit diese Kredite am 30. Juni 1990 mit bis zu 1 Prozent jährlich zu verzinsen waren, belaufen sich die Zinszuschüsse in der Zeit vom 3. Oktober 1990 bis zum 30. Juni 1991 auf 6 Prozent und vom 1. Juli 1991 bis zum 31. Dezember 1992 auf 2,5 Prozent.
3. Soweit diese Kredite am 30. Juni 1990 mit mehr als 1 Prozent bis zu 3 Prozent jährlich zu verzinsen waren, belaufen sich die Zinszuschüsse vom 3. Oktober 1990 bis zum 30. Juni 1991 auf 2 Prozent.

KredAAG § 5
1. Natürliche Personen, denen in dem in Artikel 3 des Einigungsvertrages bezeichneten Gebiet aufgrund von Rechtsvorschriften Kredite für den Neubau, die Modernisierung, die Instandsetzung oder den Kauf von Eigenheimen gewährt wurden (Kreditnehmer), erhalten für diese Kredite auf Antrag befristete Zinszuschüsse, sofern ihnen die Erklärung nach § 1 Abs. 1 Satz 1 zugegangen ist. § 3 Abs. 1 Satz 2 gilt entsprechend.
2. Kredite nach Absatz 1 Satz 1 sind insbesondere solche, die nach der Verordnung über den Neubau, die Modernisierung und Instandsetzung von Eigenheimen – Eigenheimverordnung – vom 31. August 1978 (GBl. I Nr. 40 S. 425) oder den in § 15 Abs. 2 dieser Verordnung genannten Rechtsvorschriften gewährt wurden.
3. Absatz 1 Satz 1 gilt auch für natürliche Personen, die von sozialistischen Genossenschaften, kooperativen Einrichtungen der Land-, Forst- und Nahrungsgüterwirtschaft oder volkseigenen Betrieben errichtete Eigenheime übernommen haben und durch Rechtsvorschrift in bestehende Kreditverträge eingetreten sind.

KredAAG § 6
1. Soweit für die in § 5 bezeichneten Kredite am 30. Juni 1990 keine Zinsen zu zahlen waren, belaufen sich die Zinszuschüsse in der Zeit vom 3. Oktober 1990 bis zum 31. Dezember 1990 auf 5 Prozent und vom 1. Januar 1991 bis zum 30. Juni 1991 auf 2 Prozent.
2. Sofern diese Kredite mit 1 Prozent jährlich zu verzinsen waren, werden vom 3. Oktober 1990 bis zum 31. Dezember 1990 Zinszuschüsse in Höhe von 2 Prozent geleistet.

KredAAG § 6a
1. Die Ersetzung der in den §§ 3 und 5 bezeichneten Kredite durch andere Finanzierungsmittel berührt den Anspruch des Kreditnehmers auf Zinszuschüsse nicht.

KredAAG § 7
1. Die Zinszuschüsse sind von dem Land zu zahlen, in dem die Baumaßnahme durchgeführt wurde. Zinszuschüsse, die von einem Land gezahlt worden sind, werden ihm vom Bund in Höhe von 60 vom Hundert erstattet.
2. Der Anspruch des Kreditnehmers auf Zahlung des Zinszuschusses ist durch einen Antrag bei dem Kreditinstitut geltend zu machen, mit dem der Kreditvertrag besteht.
3. Anträge auf Zahlung eines Zinszuschusses gemäß § 3 Abs. 1 und § 5 Abs. 1 können nach dem 31. März 1996 nicht mehr gestellt werden.

KredAAG § 8  Erlöschen von Zinsen aus an Grundstücken gesicherten Schuldverhältnissen, die vor dem 28. Juni 1948 entstanden sind
1. Rückständige Zinsen aus Darlehen und sonstigen Forderungen, die durch Grundpfandrechte an in dem in Artikel 3 des Einigungsvertrages genannten Gebiet belegenen Grundstücken gesichert sind und auf Schuldverhältnissen beruhen, die vor dem 28. Juni 1948 entstanden sind, sind für den Zeitraum bis zum 30. Juni 1990 erloschen, soweit sie durch gesetzliche Vorschriften gestundet wurden. Hat der Schuldner eine solche Zinsforderung nach dem 30. Juni 1990 erfüllt, hat er einen Anspruch auf Rückerstattung.
2. Absatz 1 gilt für die Zinsen aus den dort bezeichneten Grundpfandrechten entsprechend.

KredAAG § 9 Erlöschen von Zinsen aus Aufbaukrediten an private Vermieter
1. Rückständige Zinsen aus Darlehen, die durch Kreditinstitute der ehemaligen Deutschen Demokratischen Republik an private Vermieter von Wohn- und Gewerberaum vergeben wurden und die durch Aufbaugrundschulden oder Aufbauhypotheken an in dem in Artikel 3 des Einigungsvertrages genannten Gebiet belegenen Grundstücken gesichert sind, sind für den Zeitraum bis zum 30. Juni 1990 erloschen, soweit sie fällig oder durch gesetzliche Vorschriften gestundet wurden.
2. § 8 Abs. 1 Satz 2 und Abs. 2 gelten entsprechend. Sind für rückständige Zinsen weitere Grundpfandrechte eingetragen worden, so erlöschen auch diese.
3. Besteht die Aufbaugrundschuld oder Aufbauhypothek an Hausgrundstücken oder Gebäuden, die sowohl eigen- als auch fremdgenutzt wurden, so erlöschen die in Absatz 1 und 2 genannten Zinsen zu dem Anteil, der dem Anteil der räumlich und zeitlich fremdgenutzten Fläche entspricht.